# Klipphausen
Klipphausen é um município da Alemanha, situado no distrito de Meißen, no estado da Saxônia. Tem 111,56 km² de área, e sua população em 2019 foi estimada em 10.349 habitantes.